# Скоти Пипън
Ско́ти Мо́рис Пи́пън (на английски: Scottie Maurice Pippen е знаменит американски професионален баскетболист, леко крило, шесткратен шампион на НБА (1991 – 1993, 1996 – 1998) в състава на „Чикаго Булс“, двукратен олимпийски шампион в състава на националния отбор на САЩ (1992 и 1996). Член на списъка на 50-те най-велики играчи в историята на НБА (1996). Член на Баскетболната Зала на славата (1996).
През цялата си кариера е изиграл 1178 мача, в които е отбелязал 18940 точки, 7494 борби, 6135 подавания, 2307 прихващания и 947 блокади.

## Детство и начало на кариерата
Скоти Пипън е роден на 25 септември 1965 година в Хамберг, щат Арканзас, САЩ. Той е бил най-малкото, 12-о дете в семейството на Престон и Етел Пипън.
В Университета на Централен Арканзас, където Пипън постъпва благодарение на програмата „Възможност за базово образование“, той изучава промишлено производство и играе баскетбол. Там го забелязва директорът по подбор на нови играчи в НБА Марти Блейк .

## Спортна биография
Наред с Майкъл Джордан, Пипън в продължение на цяло десетилетие е лидер на един от из най-популярните отбори в историята на НБА. Само Пипън и Джордан са в състава на „Чикаго Булс“ във всичките 6 шампионски сезона. В НБА прекарва всичко 17 сезона.
21-годишният Пипън е избран под общия пети номер в класацията (драфта) на НБА за 1987 година от клуба „Сиатъл Суперсоникс“ и незабавно е заменен в „Булс“ за осми номер в драфта – хаитянския център Олден Полинайс. Първият договор на Пипън с „Булс“ е на стойност 5 милиона долара – заплата и бонуси за 6 години .
На 9 декември 2005 г. на специална церемония клубът „Чикаго Булс“ в знак на заслугите на Пипън за винаги извежда от употреба 33-ти номер, с който той е играл, и го издига под сводовете на Юнайтед център. Това е четвъртият по ред номер, изведен от обръщение в „Чикаго Булс“ след 23 (Майкъл Джордан), 4 (Джери Слоан) и 10 (Боб Лав).
През януари 2008 г. 42-годишният Пипън се връща в баскетбола и играе три мача за финландския клуб „Торпан Поят“ (ToPo) и шведския „Сундсвол Дрегонз“. В първия мач за финландския клуб Скоти отбелязва 12 точки, а неговият отбор побеждава с 93 – 81. На следващия ден във втория мач на сметката на Скоти има 9 точки и 9 борби, а ToPo печели с 98 – 85 . В третия мач за „Сундсвол Дрегонз“ Пипън набира 21 точки, прави 12 борби, 6 подавания и 2 прихващания, а „Дракони“ побеждава със 102 – 74. За мача в състава на шведския клуб Пипън получава 66 хиляди долара . Интересно е, че през 2005 г. за ToPo играе един мач бившият партньор на Пипън в златния „Чикаго Булс“ Денис Родман.
През 2010 година Пипън е включен в Баскетболната Зала на славата. 

## Постижения
- Двукратен олимпийски шампион с отбора на САЩ – (Барселона, 1992 и Атланта, 1996) г.
- Дели с Боб Коузи, Карим Абдул-Джабар и Майкъл Джордан десето място по брой на шампионски титли на НБА (по шест).
- Заема трето място в историята на НБА след Абдул-Джабар и Роберт Ори по брой на мачовете, изиграни в плейофи – 208.
- През кариерата си е направил 17 трипъл-дубъла в мачовете от редовния сезон и 4 трипъл-дубъла в игрите от плейофите (дели седмо место по този показател в историята на НБА).
- В редовния сезон 1994/95 НБА в отсъствието на Майкъл Джордан е най-добрият в „Чикаго Булс“ по точки, борби, подавания, блокади и прихващания. В историята на НБА има още само три случая, когато играч е най-добър в отбора по всичките 5 основни показателя: Дейв Коуенс („Бостън Селтикс“ – в сезон 1977/1978), Кевин Гарнет („Минесота Тимбърулвс“ – 2002/2003) и Леброн Джеймс („Кливланд Кавалиърс“ – 2008/2009).
- Лидер сред всички нападатели в историята на НБА по брой на прихващанията – 2307 за кариерата си.
- Лидер сред всички баскетболисти в историята на НБА по брой на прихващанията в мачовете от плейофите (395) и заема пето място по прихващани в редовните шампионати.
- Най-добрият в НБА по прихващания (232) и прихващания средно за мач (2,94) през сезона 1994/95.
- Участник в мачовете на всички звезди в НБА – 1990, 1992 – 1997
- Най-ценният играч в мача на всички звезди в НБА през 1994
- Участник в 1-вия отбор на всички звезди в НБА (1994 – 1996)
- Участник във 2-рия отбор на всички звезди в НБА (1992, 1997)
- Участник в 3-тия отбор на всички звезди от НБА (1993, 1998)
- Участник в 1-вия отбор на всички звезди в защитата от НБА (1992 – 1999)
- Участник във 2-рия отбор на всички звезди в защитата от НБА (1991, 2000)
- Член на списъка на 50-те най-велики играчи в историята на НБА (1996)